# Alsineae
Alsineae es una tribu de plantas perteneciente a la familia Caryophyllaceae. El género tipo es: Alsine L.

## Géneros
- Alsinanthe (Fenzl) Rchb. =  Minuartia Loefl.
- Alsine L. = Stellaria L.
- Alsine Gaertn. =  Minuartia Loefl.
- Alsinidendron H. Mann =  Schiedea Cham. & Schltdl.
- Alsinopsis Small =  Minuartia Loefl.
- Arenaria L.
- Brachystemma D. Don
- Brewerina A. Gray =  Arenaria L.
- Bufonia Sauvages
- Cerastium L.
- Cernohorskya Á. Löve & D. Löve =  Arenaria L.
- Colobanthus Bartl.
- Eremogone Fenzl ~  Arenaria L.
- Fimbripetalum (Turcz.) Ikonn. =  Stellaria L.
- Gooringia F. N. Williams =  Arenaria L.
- Gouffeia Robill. & Castagne ex Lam. & DC. =  Arenaria L.
- Greniera J. Gay =  Minuartia Loefl.
- Holosteum L.
- Honckenya Ehrh.
- Honkenya Ehrh. =  Honckenya Ehrh.
- Hymenella Moc. & Sessé =  Minuartia Loefl.
- Krascheninikovia Turcz. ex Fenzl =  Pseudostellaria Pax
- Lepyrodiclis Fenzl
- Lidia Á. Löve & D. Löve =  Minuartia Loefl.
- Merckia Fisch. ex Cham. & Schltdl. =  Wilhelmsia Rchb.
- Mesostemma Vved. =~  Stellaria L.
- Minuartia Loefl. ~  Arenaria L.
- Minuopsis W. A. Weber =  Minuartia Loefl.
- Moehringia L. ~  Arenaria L.
- Moenchia Ehrh.
- Myosoton Moench
- Plettkea Mattf.
- Porsildia Á. Löve & D. Löve =  Minuartia Loefl.
- Provancheria B. Boivin =  Cerastium L.
- Pseudostellaria Pax
- Pycnophyllopsis Skottsb.
- Queria Loefl. =  Minuartia Loefl.
- Reicheella Pax
- Rhodalsine J. Gay ~  Minuartia Loefl.
- Sagina L.
- Schiedea Cham. & Schltdl.
- Selleola Urb. =~  Minuartia Loefl.
- Spergulastrum Michx. =  Arenaria L.
- Stellaria L.
- Thurya Boiss. & Balansa
- Thylacospermum Fenzl (
- Tryphane Rchb. =  Minuartia Loefl.
- Tytthostemma Nevski =  Stellaria L.
- Wierzbickia Rchb. =  Minuartia Loefl.
- Wilhelmsia Rchb.
- Willwebera Á. Löve & D. Löve =  Arenaria L.